# Something about You (Four Tops)
"Something about You" is een single van de Amerikaanse soul- en R&B-groep Four Tops. Het nummer is de derde en tevens laatste single afkomstig van het tweede album van de groep, toepasselijk "Second Album" genaamd. In tegenstelling tot de eerste twee uitgebrachte singles afkomstig van datzelfde album, "I Can't Help Myself" en "It's the Same Old Song", was "Something about You" geen toptienhit voor de groep, maar 'slechts' een toptwintighit. De single bleef uiteindelijk op nummer 19 van de Amerikaanse poplijst steken. Het haalde in dat land wel de top tien van de r&b-lijst, met een nummer 9-notering. Daarnaast was het een top veertig in de noorderbuur van de VS, Canada.
"Something about You" werd net als eerdere nummers van de Four Tops, zoals "Baby I Need Your Loving" en "Without the One You Love (Life's Not Worthwhile)", geschreven door het succesvolle songwriterstrio Holland-Dozier-Holland. Zij waren ook verantwoordelijk voor de toenmalige nog enige nummer 1-hit "I Can't Help Myself" van de Four Tops en voor nummer 1-hits als "Back in My Arms Again" en "I Hear a Symphony" van The Supremes, een andere groep die onder contract bij Motown stond. Het onderwerp van "Something about You", bedacht door Eddie Holland die de tekstschrijver van het trio was, is dat de verteller, leadzanger Levi Stubbs in dit geval, iets aan zijn vriendin opmerkt wat haar zo bijzonder maakt, maar hij niet precies weet wat het is. Gedurende het nummer noemt hij verschillende kenmerken van zijn vriendin op.
De B-kant van "Something about You" is het nummer "Darling, I Hum Our Song". Het origineel van dat nummer werd opgenomen door de tekstschrijver van "Something about You", Eddie Holland. Later werd "Darling, I Hum Our Song" onder andere ook nog opgenomen door Martha & The Vandellas.

## Bezetting
- Leadzang: Levi Stubbs
- Achtergrond: Lawrence Payton, Renaldo "Obie" Benson en Abdul "Duke" Fakir
- Instrumentatie: The Funk Brothers
- Schrijvers: Holland-Dozier-Holland
- Productie: Brian Holland en Lamont Dozier